# K'iin

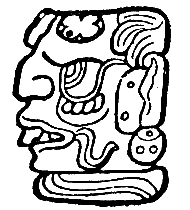
Glifo del kin

Un k'iin (o kin, en la escritura tradicional) es parte del antiguo calendario de cuenta larga maya que corresponde a un día. Es la unidad más pequeña del tiempo maya que se cuenta como parte de la cuenta larga y generalmente aparece como el último glifo en una fecha de cuenta larga. Tales fechas de conteo largo se pueden ver en muchas inscripciones en el área maya al comienzo de la serie inicial, que generalmente ocurre al comienzo de una inscripción.
K'iin significa tanto "día" como "sol" en el idioma maya.